# Hymne
Ein Hymnus (altgriechisch ὕμνος hýmnos, deutsch ‚Tongefüge‘, lateinisch hymnus) oder eine Hymne (femininum, sekundär aus dem Plural Hymnen entstanden) war in der Musik der griechischen Antike ursprünglich ein feierlicher Preis- und Lobgesang, der sich an die Götter richtete. Im Frühmittelalter wurde der Begriff als Lehnwort ins Lateinische übernommen und erhielt in der christlichen Kirchenmusik die feste Bedeutung „Lob Gottes mit Gesang“ bzw. „Gesang mit Lob Gottes“. Daraus entstand die Hymne als Gedichtform als geistliches Lied oder religiöses, lyrisches Gedicht (zum Unterschied von der epischen, didaktischen und profanen Dichtung). Hymnen sind Ausdruck hoher Begeisterung und Verehrung.
In der Hymnologie werden geistliche Hymnen und andere Kirchenlieder erforscht. Es werden zudem liturgische, außerliturgische und griechische (bzw. syrische) Hymnen unterschieden. Außerdem steht Hymne kurz für eine Nationalhymne oder ähnliche Gesänge.

## Lobgesang oder Gedicht:Hymnus–Hymne
- Im antiken Griechenland war der Hymnos ein feierliches Preislied, das der Verehrung einer griechischen Götter- oder Heldengestalt diente. Die ältesten bekannten Hymnoi, die sogenannten Homerischen Hymnen, stehen wie die Epen Homers im Versmaß des Hexameters und scheinen nicht gesungen, sondern gesprochen rezitiert worden zu sein. Die Hymnen der späteren griechischen Dichter waren in lyrischen Versmaßen abgefasst und in Strophen gegliedert. Sie wiesen nun auch eine Melodie auf, sodass sie gesungen und von einem Saiteninstrument wie der Kithara begleitet wurden.[6]
- In der modernen Forschung wird der Begriff Hymnos/Hymnus auch auf andere Preislieder des Altertums für Götter und Heilige angewandt. So versteht man in der alttestamentlichen Bibelwissenschaft unter Hymnus eine Psalmengattung mit einem festen zweiteiligen Formschema. Auf eine Einführung, die zum Lob JHWHs auffordert, folgt das Hauptstück, in dem Anlass und Inhalt des Lobgesangs genannt werden.[7]
- In der religiösen Musik des Christentums wurde der griechische Begriff Hymnos dagegen bereits von den Zeitgenossen verwendet und als Hymnus auch ins Lateinische übernommen. In der Kirchenmusik der Alten Kirche und des Mittelalters bezeichnet er eine einstimmige, vielstrophige Form des geistlichen Liedes, die bis heute Verwendung im Stundengebet der römisch-katholischen Liturgie und anderer christlicher Konfessionen findet; ein Hymnus ist Bestandteil jeder Hore. Als das „klassische Maß“ gilt seit Ambrosius von Mailand ein Hymnus mit acht Strophen.[8]
- In der Dichtung ist die Hymne ein der Ode vergleichbares[9] Gedicht (Lobeshymne), siehe auch Hymne (Gedichtform). Ein solches Gedicht ist oft in freien Rhythmen verfasst, ohne Reim und ohne festen Strophenbau.
- Seit Friedrich Gottlieb Klopstock bezeichnete man als Hymne ein feierlich-getragenes Gedicht mit ernstem, begeisterndem oder besinnlichem Inhalt.
- Es gibt auch Trauerhymnen, beispielsweise den Zyklus Dresden von Rudolf Mauersberger mit dem Trauerhymnus Wie liegt die Stadt so wüst.

## Weitere Bedeutungen
- Hymne ist auch das Kurzwort für die National- oder Regionalhymne.
- Rockhymnen wie Hymn, We Are the Champions oder Wind of Change bewegen das Publikum zum Mitsingen.
- Außerdem gibt es Unternehmenshymnen, Vereinshymnen, Clubhymnen, Parteihymnen, Partyhymnen usw.
- Bei Studentenverbindungen haben Farben- oder Bundeslieder eine vergleichbare Funktion.
- In den Rezensionen des journalistischen Feuilletons werden uneingeschränkt positive Urteile über Künstler und ihre Werke als (Lobes)-Hymnen bezeichnet (das Gegenteil ist der Verriss).[10]